# Врублювка
Врублю́вка (пол. Wróblówka) — село в Польше в гмине Чарны-Дунаец Новотаргского повета Малопольского воеводства.

## География
Село находится в 6 км от административного центра повета города Новы-Тарг и 57 км от центра воеводства города Краков.

## История
Первые сведения о селе относятся к 1601 году. С 1978 по 1995 года село входило в Новосонченское воеводство.